# Lucía (film, 1968)
Pour plus de détails, voir Fiche technique et Distribution.
Lucía est un film cubain réalisé par Humberto Solás et sorti en 1968.

## Synopsis
Trois destins de femmes cubaines aux prénoms identiques, à trois périodes historiques distinctes, ou l'évolution de la condition féminine dans la plus grande île des Antilles. La première Lucía, issue d'une famille de la bourgeoisie coloniale, s'éprend d'un bel Espagnol, déjà marié dans son pays. En découvrant cette réalité, celle-ci en perd la raison. Nous sommes au moment de la guerre d'indépendance contre l'Espagne (1895). La deuxième Lucía (cette fois de classe moyenne) s'engage aux côtés d'un révolutionnaire dans le combat contre la dictature de Gerardo Machado (1932). Dernière partie du triptyque : durant les premières années de la révolution cubaine, Lucía est cette fois-ci une ouvrière agricole souffrant du machisme de son conjoint dans une société socialiste défendant officiellement l'égalité des sexes.

## Fiche technique
- Titre du film : Lucía
- Réalisation : Humberto Solás
- Scénario : H. Solás, Julio García Espinosa, Nélson Rodríguez
- Photographie : Jorge Herrera - Noir et blanc
- Musique : Leo Brouwer, Joseíto Fernández, Tony Taño
- Montage : N. Rodríguez
- Costumes : María Elena Molinet
- Production : Raúl Canosa, Camilo Vives pour ICAIC
- Pays d'origine :  Cuba
- Langue originale : Espagnol
- Durée : 160 minutes
- Sortie : octobre 1968 à Cuba

## Distribution
- Raquel Revuelta : Lucía (1895)
- Eslinda Núñez : Lucía (1932)
- Adela Legrá : Lucía (1960)
- Eduardo Moure : Rafael
- Ramón Brito : Aldo
- Adolfo Llauradó : Tomas

## Analyse
Trois styles de mise en scène différents pour dresser une sorte d'anthologie historique de la situation de la femme cubaine. Trois styles « adoptés avec une aisance et une interprétation équivalentes composent un retable baroque, nuancé, dialectique, dont la virtuosité n'entame pas un profond attachement aux personnages », écrit Paulo Antonio Paranagua. Dans le premier volet (qui dure 65 minutes), Solás utilise une narration classique, « avec une photographie très contrastée, un ton élégiaque et des interprétations mélodramatiques. Le langage des personnages et la bande-son semblent tout droit sortis du XIXe siècle. » En revanche, dans le dernier épisode, celle où une « fougueuse paysanne contemporaine, après la révolution cubaine, est en butte à la jalousie d'un mari effrayé par l'autonomie de la femme », le style rappelle celui des avant-gardes européennes, du free cinema anglais à la Nouvelle Vague française. Lucía s'achève sur une image optimiste, celle « d'une petite fille souriante, métaphore de l'imminente libération de la femme. » Guy Hennebelle considère ce sketch final (45 minutes) comme le plus abouti. « [...] Surtout pour le didactisme intelligent et guilleret du troisième volet, Lucía [...] apparaît comme un grand film où alternent avec bonheur, somptuosité classique et précision réaliste. Et c'est à juste titre que Solás rappelle aux colonisés qu'ils ont eux aussi à libérer une colonie : leurs femmes. » Selon Jesús Díaz, l'audace de ce dernier épisode « réside non seulement dans le fait d'avoir abordé le phénomène universel du machisme pour la première fois dans notre cinéma (le cinéma cubain), mais aussi de l'avoir situé après la victoire de la révolution, montrant par là que nous commencions seulement à l'affronter. » Puis, il écrit : « En traitant des relations entre les sexes, Solás évite tout moralisme, toute apologie de l'œuvre révolutionnaire dont, pourtant, la grandeur est, dans le film, implicite. »

## Accueil

### Critique
Luciá est le premier long métrage d'Humberto Solás et c'est, déjà, « l'apogée d'une longue carrière qui se prolongera, sans plus atteindre ce niveau », selon Antxon Salvador Castiella. Paulo Antonio Paranagua considère ce film comme « l'un des sommets du cinéma cubain. »

### Distinctions
Le film a été présenté à la Quinzaine des réalisateurs, en sélection parallèle du festival de Cannes 1969.
Il a également reçu le grand prix du Festival de Moscou 1969.